# 韋伊海羅沃車站
韋伊海羅沃車站（波蘭語：Stacja Wejherowo）是位於波蘭濱海省韋伊海羅沃的鐵路車站。該車站於1870年啟用，位於格但斯克-斯塔加德鐵路上。列車服務由波兰国家铁路、Polregio和三聯市快速城市軌道運營。2018年，該站每天服務約19,300名乘客。